# George Wyner
George Wyner (Boston, Estados Unidos, 20 de octubre de 1945) es un actor estadounidense. Se graduó en la Universidad de Siracusa.

## Filmografía (parcial)
- Days of Our Lives (once episodios, 2001-2010) - varios personajes
- Dos hombres y medio (un episodio: «Merry Thanksgiving», 2003) - Sheldon
- Without a Trace (un episodio: «Trials», 2004) - Hon. Francis Whitmire
- Desperate Housewives (tres episodios, 2007-2009)
- Bones (un episodio: «The Verdict in the Story», 2008) - Juez Marcus Haddoes
- ER (dos episodios: «I Don't» y «The Book of Abby», 2007-2008) - Rabbi
- El mentalista (tres episodios, 2009-2011) - varios personajes
- House M. D. (un episodio: «Now What?», 2010) - Richardson
- Retired at 35 (ocho episodios, 2011) - Richard
- Glee (un episodio: «Born This Way», 2011) - cirujano plástico
- Spaceballs  1987